# Napoleon Ludwik Hieronim Bonaparte

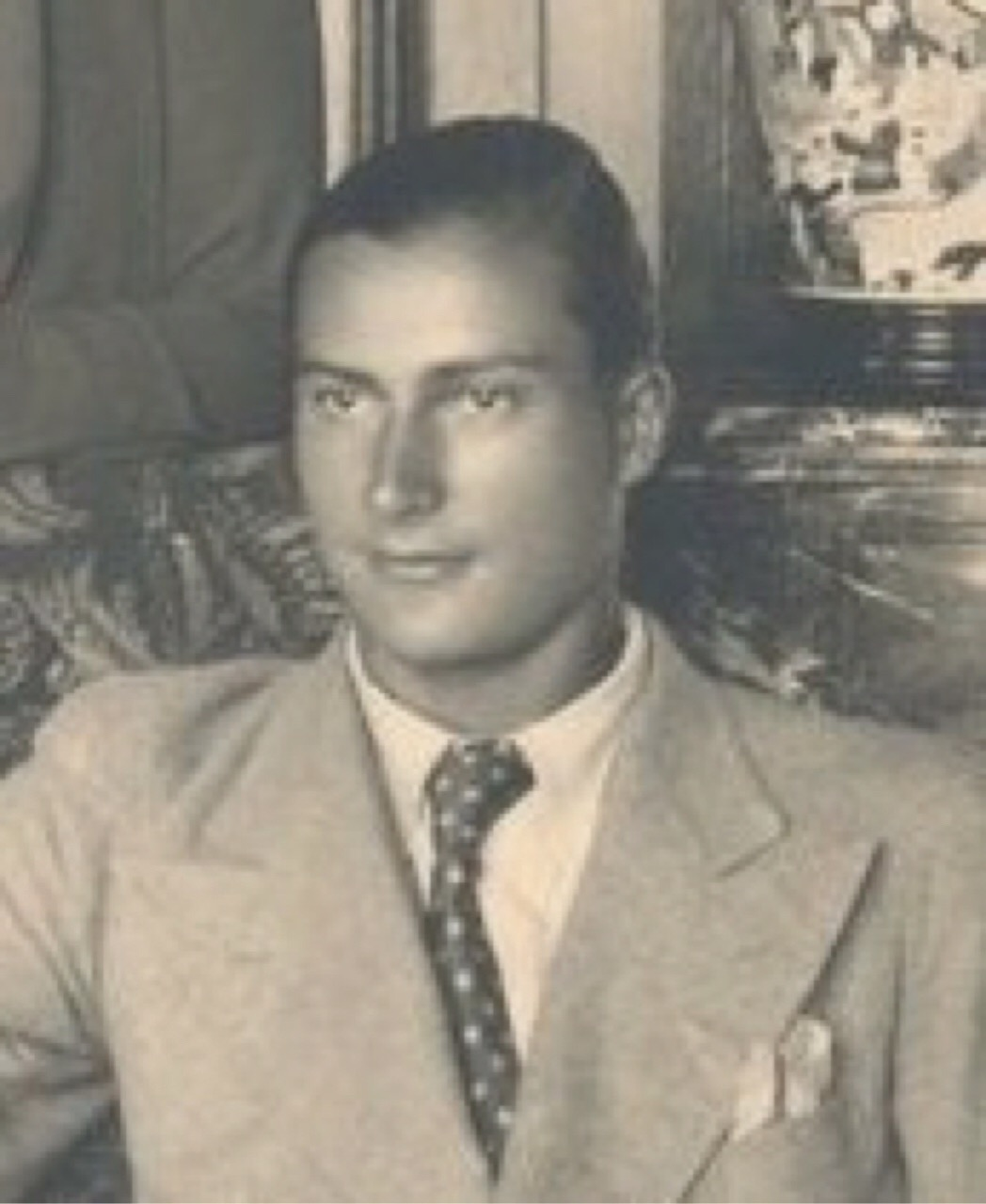
Ludwik Bonaparte

Ludwik Bonaparte, książę Napoléon, lub Ludwik Napoléon, właśc. fr. Louis Jérôme Victor Emmanuel Léopold Marie, Prince Napoléon (ur. 23 stycznia 1914, Bruksela, zm. 3 maja 1997, Prangins) – głowa rodu Bonapartów w latach 1926–1997 i bonapartystowski pretendent do tronu.
Pozbawiony przez prawo III Republiki (1886) o banicji dla wszystkich pretendentów do tronu wstępu na teren Francji książę Napoleon spędził dzieciństwo i młodość w Anglii, Belgii i Szwajcarii. Studiował prawo i nauki polityczne i społeczne na uniwersytetach w Lozannie i Louvain.
W chwili wybuchu wojny w 1939 zgłosił się jako ochotnik do armii francuskiej, ale premier Édouard Daladier zakazał go przyjąć. Napoleon wstąpił wtedy pod pseudonimem Blanchard do Legii Cudzoziemskiej i brał udział w walkach w Afryce Północnej. Po demobilizacji w 1941 powrócił do Francji i przyłączył się, nadal pod pseudonimem, do Ruchu Oporu (Résistance). W 1942 próbował przekraczając Pireneje przedostać się przez Hiszpanię do Portugalii i stamtąd do wojsk generała de Gaulle’a w Wielkiej Brytanii, ale został schwytany przez Niemców i osadzony w twierdzy koło Bordeaux. Uwolniony dzięki interwencji króla Włoch Wiktora Emanuela III przyłączył się znowu do podziemia pod nazwiskiem Louis Monnier i brał udział w czynnej walce zbrojnej z najeźdźcą, przy czym został ciężko ranny w 1944. Po powrocie de Gaulle’a do Francji generał nadał Napoleonowi Krzyż Kawalerski Legii Honorowej (w późniejszych latach książę został komandorem tego orderu) i zezwolił na pobyt we Francji. Do chwili zniesienia prawa o banicji pretendentów 24 czerwca 1950 ks. Napoleon mieszkał we Francji pod nazwiskiem hrabiego Montfort.
W 1949 poślubił księżną Alix de Foresta z arystokracji francuskiej i został ojcem czwórki dzieci:
- Karola (ur. 19 października 1950 w Boulogne-Billancourt)

∞ księżniczka Beatrycze Burbon-Sycylijska
∞ Jeanne Françoise Valliccioni
- Katarzyny (ur. 19 października 1950 w Boulogne-Billancourt)

∞ Nicolò San Martino d’Agliè dei Marchesi di Fontanetto
∞ Jean Dualé
- Laury (ur. 8 października 1952, w Paryżu)

∞ Jean-Claude Lecomte
- Hieronima (ur. 14 stycznia 1957, w Boulogne-Billancourt)

∞ Licia Innocenti
Książę Napoleon interesował się alpinizmem, sportami zimowymi, automobilizmem i nurkowaniem i brał udział w ekspedycjach naukowych i sportowych na Saharę, do Konga i Afryki Równikowej. W 1979 podarował państwu francuskiemu zbiory pamiątek i manuskryptów odziedziczonych po Napoleonie I, Napoleonie III i Napoleonie IV.